# Astrophytum
Astrophytum Lem., 1839 è un genere di piante succulente appartenente alla famiglia delle Cactacee.
Il suo nome deriva dal greco astèr (stella), per la caratteristica forma a costole che dall'alto lo fa somigliare ad una stella e phytòn (pianta).

## Descrizione
Gli Astrophytum hanno un fusto globuloso formato da quattro ad otto sezioni divise tra di loro da solchi più o meno profondi. I fiori gialli o giallo-rossi si sviluppano dalle areole presenti alla sommità del fusto.
L'elemento maggiormente caratterizzante le specie di questo genere è la presenza di numerosi puntini bianchi in rilievo sparsi in misura più o meno rilevante sul fusto. Il loro ruolo non è ancora stato ben definito dalla letteratura scientifica, tuttavia si ritiene che la loro funzione principale sia quella di favorire la mimetizzazione della piante negli ambienti rocciosi in cui sono normalmente inserite, allo scopo di ridurre la possibilità di distruzione da parte di animali fitofagi. Si ritiene che altre funzioni possano essere legate alla protezione del fusto dai raggi solari e alla capacità di trattenere più efficacemente l'umidità.

## Distribuzione e habitat
Il genere è diffuso in Texas e nel Messico
Vive normalmente in terreni semi-aridi e leggermente calcarei.

## Tassonomia
Il genere comprende le seguenti specie:

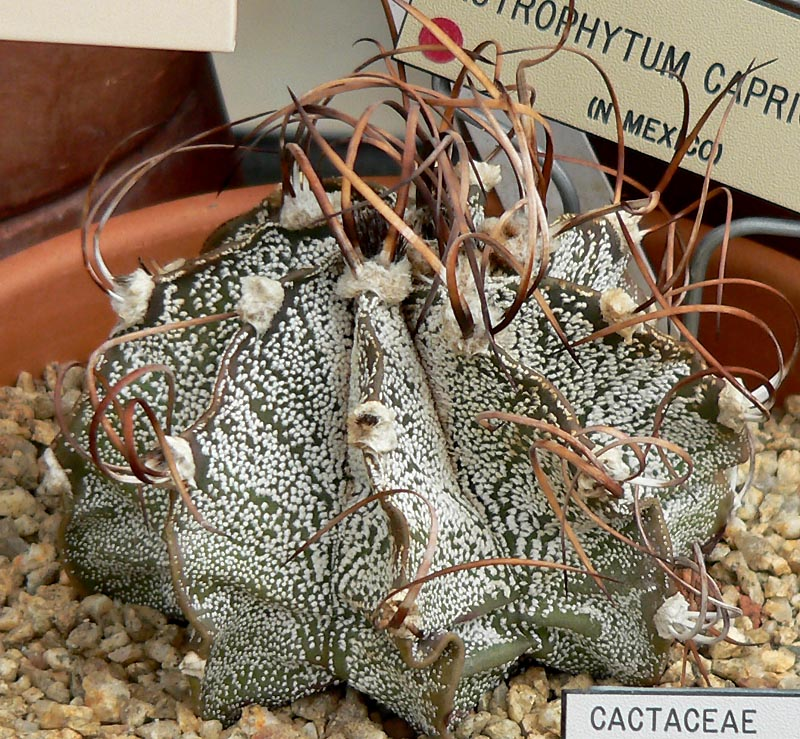
Astrophytum capricorne

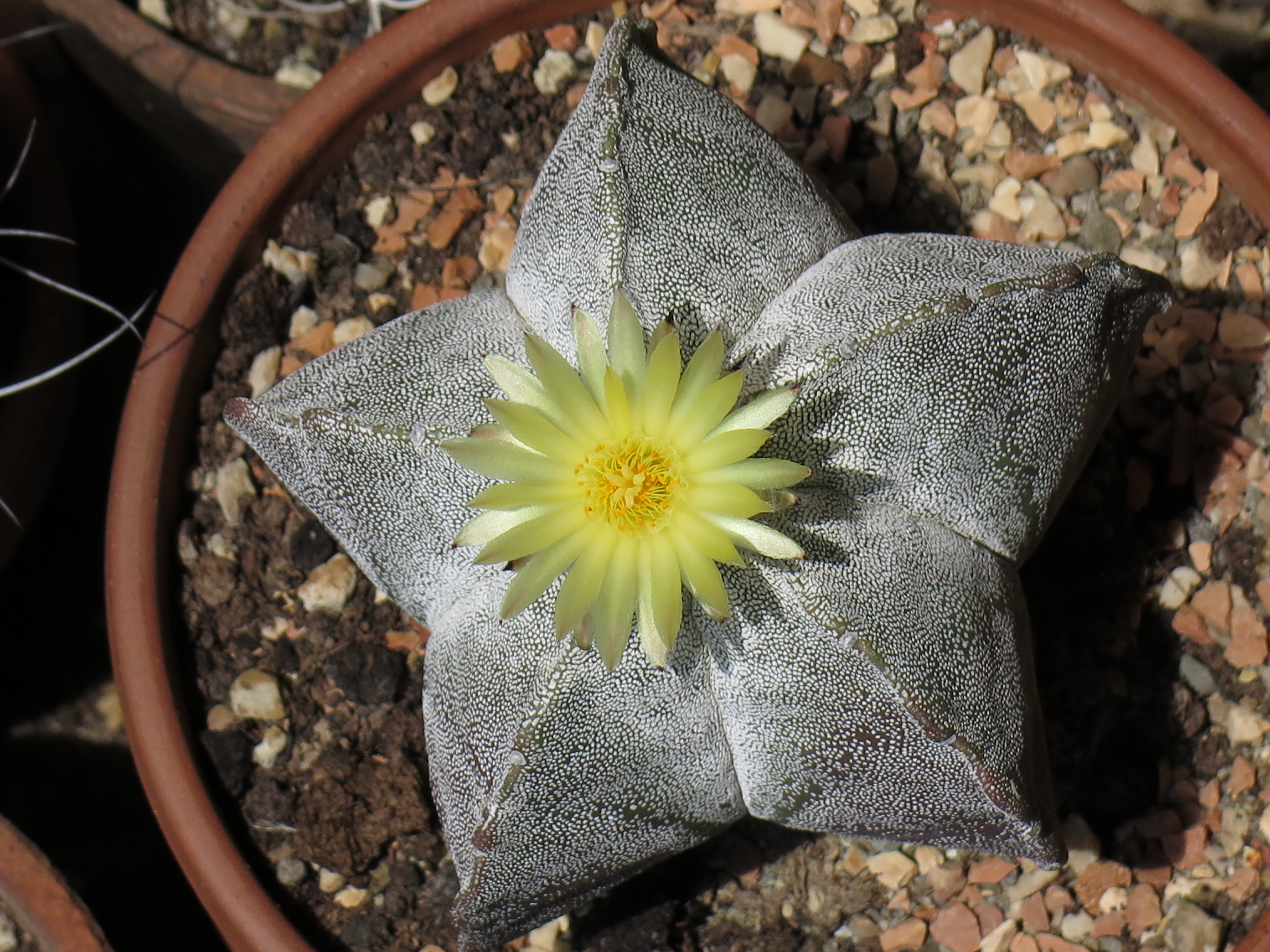
Astrophytum myriostigma

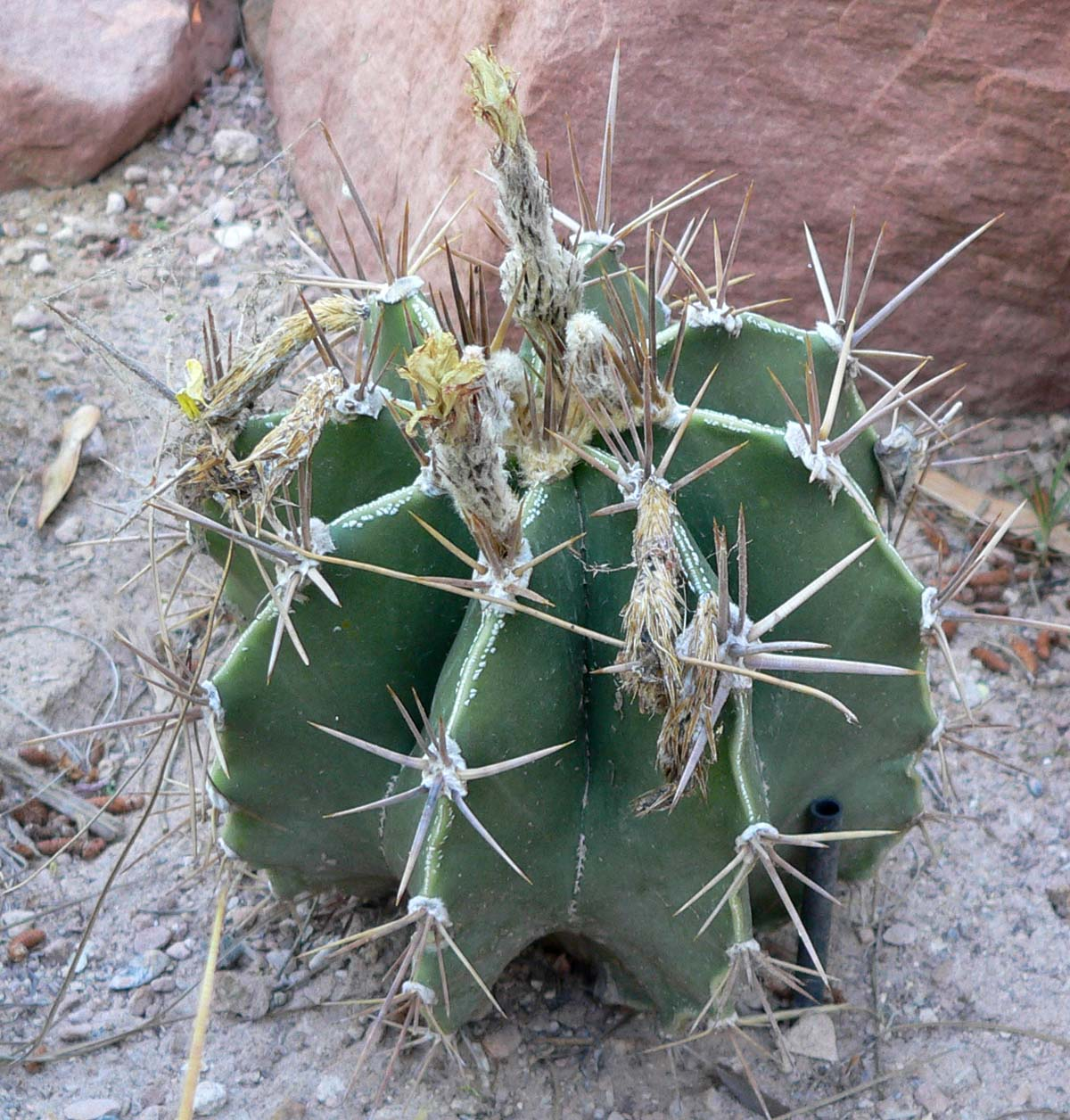
Astrophytum ornatum

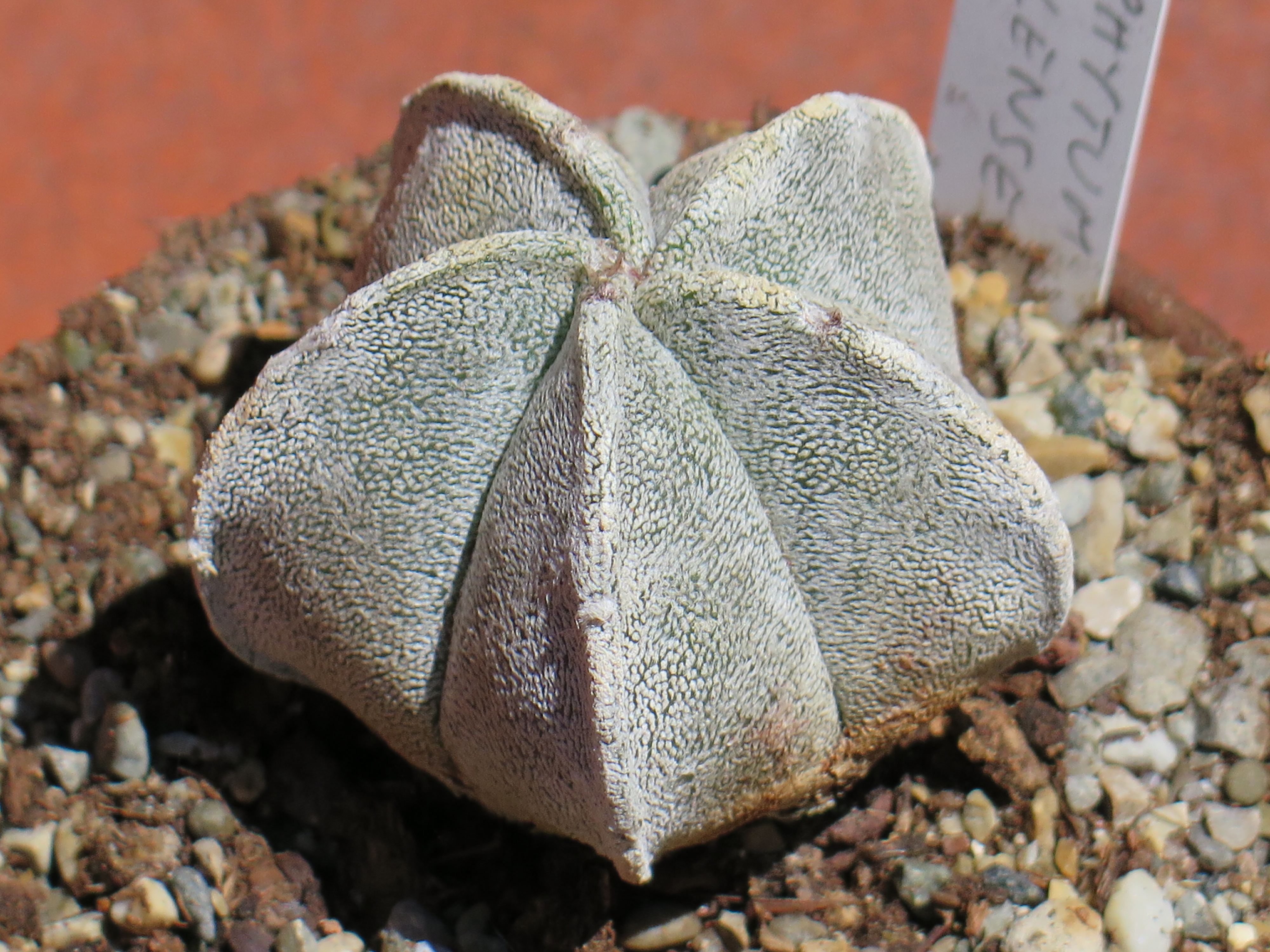
Astrophytum coahuilense

- Astrophytum asterias (Zucc.) Lem. (Texas, Messico) - Ha fusto tondeggiante alto circa 5 cm ma con larghezza più ampia, le costolature sono appiattite e le areole sono disposte in modo da formare un disegno geometrico. Accanto alla specie che si ritrova in habitat sono state selezionate alcune varietà orticole di Astrophytum asterias, la più nota e identificabile delle quali ha nome "superkabuto" ed è caratterizzata da puntini in rilievo sul corpo particolarmente abbondanti e ampi, tali da dare a tutta la pianta un aspetto bianco lanuginoso.
- Astrophytum capricorne (A.Dietr.) Britton & Rose  (Nordest Messico) - Ha solitamente costolature crestate e spine ricurve ai margini.
- Astrophytum caput-medusae (Velazco & Nevárez) D.R.Hunt - Il fiore è in tutto simile a quello di Astrophytum myriostigma, tanto da far supporre inizialmente che questa specie fosse una deformazione genetica spontanea di quest'ultimo. La forma di Astrophytum caput-medusae è completamente diversa rispetto a quella degli altri Astrophytum. Esso è caratterizzato da alcuni tubercoli che si dipartono da una radice carnosa e che portano sia i caratteristici puntini che le areole dalle quali si sviluppano i fiori e i frutti.
- Astrophyutm coahuilense (H.Moeller) Kanfer - Nell'aspetto il fusto è in tutto simile alla forma in habitat dell'astrophytum myriostigma, anche se presenta punti più numerosi e un colore più grisiastro di quest'ultimo. I fiori e i frutti sono invece del tutto simili a quelli dell'Astrophytum capricorne, tanto da rendere questa specie sistematicamente più affine all'Astrophytum capricorne piuttosto che al myriostigma.
- Astrophytum myriostigma Lem. (Messico) - Ha normalmente da quattro a otto costolature ampie ricoperte di minuscoli ciuffi lanuginosi che a prima vista paiono piccoli puntini biancastri. Più raramente si trovano in natura esemplari a tre costolature o forme colonnari, spiraleggianti o nude, ovvero non dotate dei caratteristici punti bianchi che ricoprono il fusto. Accanto alle varietà naturali sono diffusi in coltivazione numerosi ibridi orticoli, tra i quali Astrophytum myriostigma cv.onzuka, caratterizzato da costolature molto ingrossate.
- Astrophytum ornatum (DC.) Britton & Rose (Messico) - Ha costolature molto rilevate che presentano spine marginali e minuscoli ciuffi lanuginosi.

## Coltivazione
L'Astrophytum necessita di un terriccio molto poroso composto da terra, torba e sabbia, con una piccola aggiunta di calce agricola. Le annaffiature dovranno essere regolari avendo molta cura che non si formino residui di acqua, la terra dovrà essere molto asciutta tra una annaffiatura e l'altra perché la pianta è molto sensibile al marciume.
Durante il periodo invernale le annaffiature dovranno essere sospese del tutto e la pianta non dovrà essere esposta a una temperatura inferiore ai 4 °C. I rinvasi possono essere eseguiti anche ogni tre o quattro anni considerata la lentezza della sua crescita.
La riproduzione avviene per seme; il suo grosso seme andrà depositato, senza essere pressato, in un letto di terra mista a sabbia e mantenuto ad una temperatura di circa 21 °C: inizierà a germogliare in brevissimo tempo.